# Bouès
De Bouès is een Zuid-Franse rivier.

## Bron en loop
De Bouès heeft een lengte van 63 km. De rivier ontspringt op het plateau van Lannemezan gelegen in het departement Hautes-Pyrénées. Vanuit het dorp volgt de rivier de D11 naar het noorden. Later loopt zij parallel aan deze weg. Weer later volgt de rivier de D3. De Bouès vloeit even ten noordwesten van het dorpje La Caze Dieu , in het departement Gers, uit in de rechter oever van de Arros.

## Plaatsen aan de Bouès
| - Lannemezan - Capvern - Lutilhous | - Bernadets-Dessus - Sère-Rustaing - Vidou | - Miélan - Tillac - Marciac |  |

## Zijrivieren van de Bouès
- De 11,3 km lange Cabournieu, via het meer van Monpardiac.
- De Laüs of Lahus, met een lengte van 21 km ontspringt bij Marciac en stroomt in de Bouès bij het  forêt de Betplan .